# Algirdas Butkevičius
Algirdas Butkevičius (Radviliškis, 19 november 1958) is een Litouws politicus. Hij was van november 2012 tot december 2016 premier van Litouwen.

## Carrière
Butkevičius werd geboren in een dorpje in de Litouwse gemeente Radviliškis. In het jaar 1992 werd hij lid van de sociaaldemocratische partij Lietuvos socialdemokratų partija (LSDP). Butkevičius werd in de jaren 1996 en 2000 verkozen als lid van de Seimas, het Litouwse parlement. Vier jaar later, in 2004, werd hij verkozen als minister van financiën. In 2005 eindigde zijn termijn. Van 2006 tot 2008 was hij minister van transport en communicatie.
In het jaar 2009 stelde Butkevičius zich namens de LSDP kandidaat voor de Litouwse presidentverkiezingen. Hij wist echter slechts 11,83% van de stemmen binnen te halen. In het jaar 2012 werd hij door de Seimas verkozen om premier te worden. Hij bekleedde deze functie vier jaar lang.
In oktober 2017 verliet hij de sociaaldemocratische partij na een conflict in de parlementsfractie.